# Talparia
Talparia is een geslacht van weekdieren uit de klasse van de Gastropoda (slakken).

## Soorten
- Talparia exusta (G. B. Sowerby I, 1832)
- Talparia talpa (Linnaeus, 1758)